# Lagrida similis
Lagrida similis là một loài bọ cánh cứng trong họ Cerambycidae.